# Пятнадцатиугольник
Пятнадцатиугольник — многоугольник с пятнадцатью сторонами.

## Правильный пятнадцатиугольник
Правильный пятнадцатиугольник представлен символом Шлефли {15}.
Правильный пятнадцатиугольник имеет внутренние углы 156°.  Со стороной a пятнадцатиугольник имеет площадь, задаваемую формулой
{\displaystyle {\begin{aligned}A={\frac {15}{4}}a^{2}\mathrm {ctg} \,{\frac {\pi }{15}}&={\frac {15}{4}}{\sqrt {7+2{\sqrt {5}}+2{\sqrt {15+6{\sqrt {5}}}}}}a^{2}\\&={\frac {15a^{2}}{8}}\left({\sqrt {3}}+{\sqrt {15}}+{\sqrt {2}}{\sqrt {5+{\sqrt {5}}}}\right)\\&\simeq 17.642362910544204\,a^{2}.\end{aligned}}}

## Использование
Правильный треугольник, десятиугольник и пятнадцатиугольник могут полностью закрыть вершину на плоскости.

### Построение
Поскольку 15 = 3 × 5 является произведением различных простых чисел Ферма, правильный пятнадцатиугольник можно построить с помощью циркуля и линейки: 
Следующие построения правильного пятнадцатиугольника с заданной описывающей окружностью аналогично иллюстрации для утверждения XVI в книге IV Начал Евклида.
Сравнение построения с построением Евклида см. на рисунке Пятнадцатиугольник
В построении для заданной описывающей окружности:  {\displaystyle {\overline {FG}}={\overline {CF}}{\text{,}}\;{\overline {AH}}={\overline {GM}}{\text{,}}\;|E_{1}E_{6}|} равна стороне равностороннего треугольника, а {\displaystyle |E_{2}E_{5}|} равна стороне  правильного пятиугольника.
Точка {\displaystyle H} делит радиус {\displaystyle {\overline {AM}}} в пропорции золотого сечения: {\displaystyle {\frac {\overline {AH}}{\overline {HM}}}={\frac {\overline {AM}}{\overline {AH}}}={\frac {1+{\sqrt {5}}}{2}}=\Phi \approx 1,618{\text{.}}}
Сравнение с первой анимацией (с зелёными прямыми) приведено на следующих двух рисунках. Две дуги (для углов 36° и 24°) смещены против часовой стрелки. Построение не использует отрезок {\displaystyle {\overline {CG}}}, а вместо него использует отрезок {\displaystyle {\overline {MG}}} как радиус {\displaystyle {\overline {AH}}} для второй дуги (угол 36°).
Построение с помощью циркуля и линейки для заданной длины стороны. Построение почти такое же, что и для построения пятиугольника по заданной стороне, оно также начинается с создания отрезка как продолжения стороны, здесь {\displaystyle {\overline {FE_{2}}}{\text{,}}}, который делится в пропорции золотого сечения:
{\displaystyle {\frac {\overline {E_{1}E_{2}}}{\overline {E_{1}F}}}={\frac {\overline {E_{2}F}}{\overline {E_{1}E_{2}}}}={\frac {1+{\sqrt {5}}}{2}}=\Phi \approx 1.618033988749895{\text{.}}}
Радиус описанной окружности {\displaystyle {\overline {E_{2}M}}=R\;;\;\;}
Длина стороны {\displaystyle {\overline {E_{1}E_{2}}}=a\;;\;\;}
Угол {\displaystyle DE_{1}M=ME_{2}D=78^{\circ }}
{\displaystyle {\begin{aligned}R&=a\cdot {\frac {1}{2}}\cdot \left({\sqrt {5+2\cdot {\sqrt {5}}}}+{\sqrt {3}}\right)={\frac {1}{2}}\cdot {\sqrt {8+2\cdot {\sqrt {5}}+2{\sqrt {15+6\cdot {\sqrt {5}}}}}}\cdot a\\&={\frac {\sin(78^{\circ })}{\sin(24^{\circ })}}\cdot a\approx 2.4048671723720654\cdot a\end{aligned}}}

## Симметрия

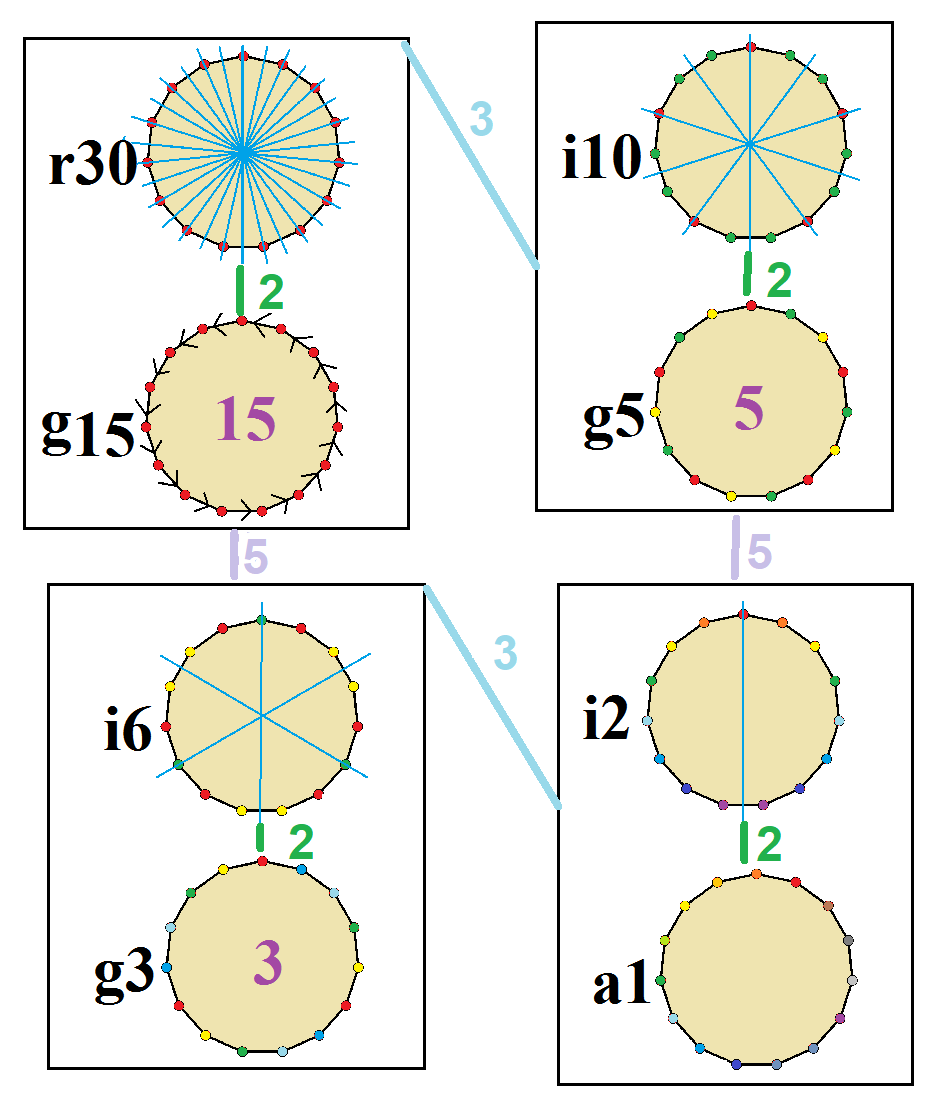
Симметрии правильного пятнадцатиугольника показаны цветом на рёбрах и вершинах. Прямые отражений показаны синим цветом. Вращения задаются числами в центре. Вершины выкрашены согласно симметрии.

Правильный пятнадцатиугольник имеет диэдральную симметрию порядка 30 (Dih15), представленную 15 прямыми зеркального отражения. Dih15 имеет 3 диэдральные подгруппы: Dih5, Dih3 и Dih1. А кроме того, ещё четыре циклические симметрии — Z15, Z5, Z3 и Z1, где Zn представляет π/n вращательную симметрию.
В пятнадцатиугольнике имеется 8 различных симметрий. Джон Конвей обозначил симметрии буквами с указанием порядка симметрии после буквы. Он обозначил через r30 полную симметрию отражений Dih15, обозначил через d (diagonal = диагональ) отражения относительно прямых, проходящих через вершины, через p отражения относительно прямых, проходящих через середины рёбер (perpendicular = перпендикуляр), а для пятнадцатиугольника с нечётным числом вершин использовал букву i (для зеркал через вершину и середину ребра) и букву g для циклической симметрии. Символ a1 означает отсутствие симметрии.
Эти низкие степени симметрий определяют степени свободы в определении неправильных пятнадцатиугольников. Только подгруппа g15 не имеет степеней свободы, но может рассматриваться как обладающая ориентированными рёбрами.

### Пентадекаграммы
Существует три правильных звезды: {15/2}, {15/4}, {15/7} на тех же самых 15 вершинах правильного пятнадцатиугольника, но соединённых через одну, через три или через шесть вершин.
Есть также три правильных звёздчатых фигуры: {15/3}, {15/5}, {15/6}, первая состоит из трёх пятиугольников, вторая состоит из пяти правильных треугольников, а третья состоит из трёх пентаграмм.
Составную фигуру {15/3} можно рассматривать как двухмерный эквивалент трёхмерного соединения пяти тетраэдров.
| Picture         | · {15/2} · | {15/3} or 3{5} | · {15/4} · | {15/5} or 5{3} | {15/6} or 3{5/2} | · {15/7} · |
| Внутренний угол | 132°       | 108°           | 84°        | 60°            | 36°              | 12°        |

Более глубокие усечения правильного пятнадцатиугольника и пентадекаграмм могут дать изогональные (вершинно транзитивные) промежуточные звёздчатые многоугольники, образованные вершинами, находящимися на одинаковом расстоянии, и двумя длинами рёбер.
| Вершинно транзитивные функции на пятнадцатиугольнике | Вершинно транзитивные функции на пятнадцатиугольнике | Вершинно транзитивные функции на пятнадцатиугольнике | Вершинно транзитивные функции на пятнадцатиугольнике | Вершинно транзитивные функции на пятнадцатиугольнике | Вершинно транзитивные функции на пятнадцатиугольнике | Вершинно транзитивные функции на пятнадцатиугольнике | Вершинно транзитивные функции на пятнадцатиугольнике | Вершинно транзитивные функции на пятнадцатиугольнике |
| Квазирегулярные                                      | Равноугольные                                        | Равноугольные                                        | Равноугольные                                        | Равноугольные                                        | Равноугольные                                        | Равноугольные                                        | Равноугольные                                        | Квазирегулярные                                      |
| ---------------------------------------------------- | ---------------------------------------------------- | ---------------------------------------------------- | ---------------------------------------------------- | ---------------------------------------------------- | ---------------------------------------------------- | ---------------------------------------------------- | ---------------------------------------------------- | ---------------------------------------------------- |
| t{15/2}={30/2}                                       |                                                      |                                                      |                                                      |                                                      |                                                      |                                                      |                                                      | t{15/13}={30/13}                                     |
| t{15/7} = {30/7}                                     |                                                      |                                                      |                                                      |                                                      |                                                      |                                                      |                                                      | t{15/8}={30/8}                                       |
| t{15/11}={30/22}                                     |                                                      |                                                      |                                                      |                                                      |                                                      |                                                      |                                                      | t{15/4}={30/4}                                       |

### Многоугольники Петри
Правильный пятнадцатиугольник является многоугольником Петри для некоторого многогранника высокой размерности, полученного ортогональной проекцией:
| 14-симплекс (14D) |

Он также является многоугольником Петри для большого 120-ячейника и великого звёздчатого 120-ячейника.